# Dzeko & Torres
Pour les articles homonymes, voir Torres.
Dzeko & Torres est un duo de disc jockeys et producteurs canadiens, formé en 2007.
Le 8 septembre 2015 sort L'amour toujours, remix de la chanson éponyme de Gigi d'Agostino. Pour la première fois, le duo atteindra la 1re place du Top 100 sur Beatport, et le single sera classé dans de nombreux charts internationaux.
En novembre 2016, le duo annonce leur séparation, afin de se concentrer sur leurs projets solo. Le mois suivant, Dzeko sort sa première musique en solo sur Spinnin Records qui s'intitule Liberty.

## Singles
- 2013 : Hurricane [Next Plateau]
- 2013 : Highline [Musical Freedom]
- 2014 : Tutankhamun (avec Borgeous) [Musical Freedom]
- 2014 : Ganja (avec MOTi) [DOORN (Spinnin)]
- 2015 : Alarm [Musical Freedom]
- 2015 : For You (feat. Delora) [Musical Freedom]
- 2015 : Air (feat. Delaney Jane) [Musical Freedom]
- 2015 : Lose Your Mind (avec Andres Fresko) [DOORN (Spinnin)]
- 2015 : Imaginate (avec KSHMR) [Free Download]
- 2015 : L'amour toujours (Tiësto Edit) [Musical Freedom]
- 2016 : Home [Musical Freedom]
- 2016 : Care For Me (avec Hellberg) [Free Download]

## Remixes
- 2010 : I Gotta Have Your Love, par Alternative Reality & Christian Planes feat. Crystal
- 2011 : Can't Wait, par Jus Jack feat. Black Dogs
- 2011 : Doing, par Yug feat. SoJay
- 2012 : Who Is Ready To Jump, par Chuckie
- 2012 : Strange Attractor, par Animal Kingdom (en)
- 2013 : Breaking Up, par Chuckie feat. Amanda Wilson
- 2013 : Ooh, par Steve Aoki feat. Rob Roy
- 2013 : Safe and Sound, par Capital Cities
- 2013 : Demons, par Imagine Dragons
- 2014 : Faded, par Zhu
- 2014 : Bassline Kickin, par Pegboard Nerds
- 2014 : Anywhere For You, par John Martin (Remixé avec Tiësto)
- 2015 : All We Need, par Odesza
- 2015 : I Want You To Know, par Zedd feat. Selena Gomez
- 2015 : Firestone, par Kygo feat. Conrad Sewell
- 2015 : Can't Feel My Face, par The Weeknd
- 2016 : Stellar, par Disco Killerz & Liquid Todd
- 2016 : Runaway, par Bright Lights ft. 3LAU

## MashUps
- 2012 : 2012 In 10 Minutes
- 2013 : 2013 In 10 Minutes
- 2014 : 2014 In 10 Minutes
- 2015 : 2015 In 10 Minutes